# Закон о гражданстве Таиланда
Закон о гражданстве Таиланда базируется на принципах Jus sanguinis (с лат. — «Право крови») и Jus soli (с лат. — «право земли»). Первый закон о гражданстве Таиланда был принят в 1913 году. Самый новый датируется 2008 годом.

## Jus sanguinis
Согласно этому принципу, лица, родившиеся в любой точке мира и имеющие, по крайней мере, одного родителя с тайским гражданством, имеют право на получение тайского гражданства при рождении.

## Jus soli
В первом Законе о гражданстве Таиланда 1913 года, и в большинстве последующих актов был включен принцип jus soli, хотя время от времени вносились различные ограничения . Закон о гражданстве 1952 года отменил положения закона 1913 года о jus soli из-за опасений по поводу массовой интеграции детей китайских иммигрантов в Таиланд. Однако, всего четыре года спустя, принцип jus soli был восстановлен в соответствии с Законом о гражданстве 1956 года . В 1972 году из-за нелегальной иммиграции из Бирмы и озабоченности в связи с коммунистическим мятежом в приграничных районах в Закон о гражданстве были внесены поправки, требующие, чтобы оба родителя были резидентами Таиланда и проживали в стране в течение как минимум пяти лет. Только в таком случае ребенок мог получить тайское гражданство при рождении. Как следствие, этот закон лишил гражданства многих людей, которые имели его благодаря более ранним законам. Также это вызвало трудности для населения горных племен в приграничных районах, которые не были отмечены в переписи 1956 года, поскольку у них не было возможности доказать, что их родители были тайцами, и что они не въезжали в страну в качестве беженцев.
Статья 23 Закона о гражданстве от 2008 года отменила акт 1972 года, таким образом восстанавливая гражданство для тех, кто имел его до этого, и позволила людям, родившимся в Таиланде до 1992 года, повторно обращаться за получением тайского гражданства. Тем не менее, заявители сообщали о различных трудностях, которые заключались в том, что правительственные чиновники не обрабатывали их заявки. После утверждения Закона, одной из первых, кто получил гражданство по Статье 23, была Fongchan Suksaneh, которая являлась ребенком американских миссионеров и родилась в провинции Чиангмай . Дети, родители которых не являются гражданами Таиланда, а также если, по крайней мере, один из родителей является нелегальным иностранцем, не имеют право на получение гражданства . Кроме того, тот, у кого есть тайское гражданство на основании только jus soli, может потерять его в силу различных условий Закона 2008 года, которые не распространяются на людей, имеющих тайское гражданство на основании jus sanguinis . В 2013 году Министерство внутренних дел предложило новые иммиграционные правила, основанные на 7-м разделе Закона о гражданстве от 2008 года. Согласно этим правилам, дети, которые не получили гражданство Таиланда при рождении, были объявлены нелегальными иммигрантами и депортированы.

## Натурализация в Таиланде
Строгость требований Таиланда о натурализации менялась с годами, начиная с довольно слабых ограничений, которые были ужесточены в середине 20-го века, после чего они снова ослабли . Закон о гражданстве 1939 года ужесточил требования, предусматривающие, что лица, претендующие на натурализацию, должны были отказаться от своих иностранных имен и взять тайские имена, а также отправить своих детей в тайские школы. Эти правила были частью законов, направленных на содействие ассимиляции тайской китайской общины . С 1935 по 1958 год в общей сложности 4652 китайца натурализовались как граждане Таиланда. Более половины натурализации произошло в одном 1943 году, во время японской оккупации Таиланда. Это было обусловлено стремлением избежать ограничений военного времени для иностранцев.
Согласно Закону о гражданстве 1992 года, для получения тайского гражданства путем натурализации, необходимо было проживать в Таиланде не менее пяти лет, подтвердить определенный минимальный доход и отказаться от прежнего гражданства. Для иностранных женщин, вступающих в брак с тайскими мужчинами, этот срок сокращался до трех лет. В 2003 году 48 человек подали прошения о натурализации, и десять из них были одобрены . В соответствии с разделом 99 Конституции Таиланда натурализованный гражданин не получает права голоса на протяжении пяти лет после натурализации. Согласно статьям 101, 115, 174 и 205, натурализованные граждане вообще не имеют права баллотироваться на выборах в Палату представителей, Сенат, назначаться министром или судьей Конституционного суда.

## Лица без гражданства
По состоянию на 2016 год в Таиланде насчитывалось 443862 человека, которые родились и жили в Таиланде, однако не имели гражданства этого государства. В основном это люди из горных племен или дети незаконных мигрантов, большинство из которых — из Мьянмы. Лица без гражданства в Таиланде испытывают серьезные ограничения. В отличие от граждан Таиланда, они не могут пользоваться услугами государственных учреждений, т.к. для этого нужно показать удостоверение личности. Они не могут обратиться в поликлинику или больницу в случае травмы или какой-то болезни. Лица без гражданства не могут открыть счет в банке. Они не могут купить смартфон, владеть и управлять автомобилем, а также покупать недвижимость. И хотя намечаются некоторые изменения в лучшую сторону, как сообщает Bangkok Post: «... это половинчатые меры, которые сопровождаются бюрократическими проволочками». В качестве примера приводится Закон о гражданстве 2008 года, который позволяет получить гражданство лицам, которые его не имеют. Однако он распространяется только на тех, кто родился до 26 февраля 1992 года, не действуя на молодых жителей Таиланда. Хорошей новостью является то, что, согласно новому законодательству, дети без гражданства могут посещать государственные школы. Кроме того, закон позволяет лицам без гражданства искать работу по профессиям, которые не зарезервированы для тайцев. Помимо этого, государственные больницы выдают свидетельства о рождении для всех детей, независимо от наличия гражданства у родителей. Тайское военное правительство поставило цель сократить количество лиц, проживающих без гражданства, до нуля к 2024 году.